# Robert N. Bellah
Robert Neelly Bellah (født 23. februar 1927, død 30. juli 2013) var en amerikansk sociolog, mest kendt for sine bidrag til religionssociologi med to hovedfelter: (1) udforskning af nutidig religion i USA, (2) formulering af en teori om religionernes sammenhæng med kulturel evolution. Bellah blev uddannet ved Harvard University som elev af den dengang førende amerikanske sociolog Talcott Parsons og blev igennem ham inspireret af religionssociologiske klassikere som Émile Durkheim og Max Weber. Bellahs første forskningsfelt var japansk kultur og religion.

## Nutidig religion i USA: "civil religion" og "sheilaisme"
Bellah formulerede i 1967 et begreb om "civil religion". Ud over de forskellige og velkendte religioner og religiøse samfund, der gav mange mennesker en særlig gruppeidentitet (som presbyterianer, katolik, baptist, jøde osv.), fandtes et særligt national sæt af forestillinger, normer og ceremonier, som havde medvirket til at danne USA som et multietnisk og multireligiøst samfund, og som kunne sammenlignes med eller rent ud identificeres som en religion, men altså en religion uden egentlige guder. I bogen Habits of the Heart (1985) blev den dominerende religiøse indstilling blandt samtidens amerikanere analyseret som en udpræget individualisme, hvor den enkelte person ikke primært følte sig bundet til eksisterende religioners trosforestillinger og normer. De afviste ikke religion som sådan, men sammenstykkede selv hvad de troede på og hvad de anså for rigtig adfærd. Begrebet "sheilaisme" sammenfatter denne holdning med henvisning til en sygeplejerske med pseudonymet "Sheila Larson", der beskrev sin religiøsitet som sin egen tro på en gud og på at man bør tage hensyn til andre mennesker, uden formel tilknytning til en religiøs institution eller doktrin.

## Evolution og religion
I en artikel fra 1964, "Religious Evolution" , skitserede Bellah en teori om hvordan religion har forandret sig historisk igennem fem faser:
1) I "primitiv religion" (som fx i australske og andre stammesamfund) fandtes ingen egentlige guder eller forpligtende trossystemer, men et antal mere eller mindre anonyme magtvæsener; der er ritualer i form af en gruppes sammenkomster, men ingen egentlige embeder ("præster"), og den religiøse gruppe er i praksis identiske med gruppens samfund.
2) I "arkaisk religion" (som fx i de tidligste nærorientalske civilisationer i Mesopotamien og Egypten) findes egentlige guder (personlige magtvæsener), religiøse institutioner som fx templer med religiøse specialister (præster), og religionen var et særligt felt, men i tæt samklang med den samfundsmæssige magt i form af kongedømmer.
(3) De "historiske religioner" (de store religioner der endnu kendes i dag som hinduisme, buddhisme, jødedom, kristendom, islam)er funderet på en forestilling der brød med de tidligere religioner: Hvor de tidligere religioner understøttede den erfarede virkelighed ved at fremme normalt liv, fx ved at bede guderne om ren, frugtbarhed og beskyttelse, var de historiske religioner funderet på en afvisning af 'jordiske goder'. Et almindeligt, menneskeligt liv var ikke værdifuldt i sig selv, fordi det altid kun ville føre til lidelse (således i den tidlige buddhisme), eller fordi det var i syndens og Djævelens magt (således den tidlige kristendom). Religionens rolle burde derimod være at forløse eller frelse mennesker fra det normale, menneskelige liv og føre dem til udfrielse (i buddhismen: nirvana) eller til evigt liv (som fx i kristendommen). De historiske religioner bevarede denne verdensafvisende holdning, selv om de også genoptog elementer fra de tidligere religiøse faser, fx at religionen ikke kun befordrede forløsning og frelse, men også beskyttelse, helbredelse og frugtbarhed. De historiske religioner er funderet på en afstandtagen til de eksisterende samfund, også politisk, og selv om religionerne kunne gendanne de arkaiske religioners funktion som idemæssig støtte til en given politisk magt, havde den bevaret inspirationen fra den oprindelige magtkritik.
(4) "Tidligt-moderne religion" var den form, kristendommen fik igennem reformationen, og som afviklede en stor del af de middelalderlige forestillinger (fx dyrkelse af Maria og helgener, tro på Skærsilden, klosterfromhed). Mennesker skulle fastholde fokus på frelse og evigt liv og tage afstand fra normale menneskelige værdier (rigdom, status, erotik, osv.), men også engagere sig aktivt, ikke mindst økonomisk, i det normale liv. De enkelte samfund søgte at overvåge og regulere deres medlemmers tro og adfærd, og de accepterede ikke religiøse alternativer. Religion støttede op om samfundsstyret, fx kongemagt, og burde gennemsyre hele samfundet.
(5) I "moderne religion" (fra og med oplysningstiden og de borgerlige revolutioner) forstås de traditionelle trossystemer gerne som fortællinger, metaforer, billeder, og der lægges ikke vægt på kontrol af medlemmernes sindelag. Religionerne er blevet til serviceinstitutioner, der fungerer på et religiøst marked inden for rammerne af en ikke-religiøs stat (jf. sekularisme), der skal sikre både en fair konkurrence religionerne imellem og den enkelte borgers ret til ikke at have nogen religion.
I bogen Religion in Human Evolution (2011) genoptog Bellah sin skitse fra 1964. Religion ses som en del af en generel kulturel evolution, der igen er en del af den biologiske evolution. Med mange eksempler undersøgte Bellah de to første faser (idet den første nu blev kaldt "tribale religioner") frem til oprindelsen på de historiske religioner i "aksetiden" (begreb fra den tyske filosof Karl Jaspers), dvs. en periode fra midten af det første årtusind før vor tidsregning, hvor de nulevende, store religioner og tankesystemer blev grundlagt: ud over "verdensreligionerne" inddrager Bellah her også filosofisk-religiøse tankegange som kongfuzianisme og daoisme i Kina og den græsk-romerske filosofi.
Central i aksetiden er ikke mindst en kritisk indstilling til overleverede forestillinger. Heri ligger en nødvendig forudsætning for moderne videnskab.
Forandringer i religion ses her specielt i relation til ændringer i de menneskelige samfunds politiske organisering, fra jæger-samler samfunds typiske løse struktur uden central ledelse over tidlige agerbrugskulturers begyndende hierarkisering og høvdingeledelse til de tidlige store civilisationers egentlige statsdannelser i form af
kongedømmer. Forestillingen om store, himmelske guder hører således hjemme i de tidligste stater. Bogens fokus på aksetidens verdensafvisning og askese som et vigtigt element i kulturhistorien forbinder den med tænkere som Friedrich Nietzsche og Peter Sloterdijk.
Selv om hver ny fase i religionens udvikling bringer noget nyt, bevares samtidig meget af det ældre, fx som en mere eller mindre bevidst genopdagelse eller rekonstruktion, eller som en fortsat spænding, konkurrence eller kamp imellem det ældre og det nyere. Dette forhold sammenfattes i Bellahs formulering "Nothing is ever lost".